# Rhoda Dakar
Pour les articles homonymes, voir Dakar (homonymie).
 (mai 2016).
Si vous disposez d'ouvrages ou d'articles de référence ou si vous connaissez des sites web de qualité traitant du thème abordé ici, merci de compléter l'article en donnant les références utiles à sa vérifiabilité et en les liant à la section « Notes et références ».
Rhoda Dakar est une musicienne anglaise née en 1959 à Londres. Elle était la chanteuse des Bodysnatchers, un des groupes de ska britannique qui fit partie de la vague 2 tone au début des années 1980.

## Biographie
Rhoda Dakar grandit dans le quartier de Hampstead, à Londres dans les années 1960, et baigne dans un milieu musical, puisque son père gère un club de jazz. À l'adolescence, elle est happée par la déferlante du glam rock, après avoir vu  Sweet dans la salle du Rainbow en 1973, puis David Bowie au Lewisham Odeon (période Ziggy Stardust). Elle commence à trainer avec une bande de jeunes fans de David Bowie, avec elle se rend régulièrement aux concerts.
Au milieu des années 1970, Rhoda, qui travaille alors comme vendeuse dans un magasin de vêtement, assiste à la naissance du punk, et intègre le Bromley Contingent, la bande de jeunes qui suit tous les concerts des Sex Pistols. En 1979, Shane Mac Gowan, présente Rhoda à Nicky Summers qui cherche une chanteuse pour le groupe de ska entièrement féminin (sauf lui-même!) qu'il est en train de monter: The Bodysnatchers. Le groupe accompagne la vague 2 tone qui déferle alors sur l'Angleterre, en jouant aux côtés des Selecter, des Specials, de Madness, ou encore de Toots & The Maytals. Le groupe se sépare en 1981, en ayant sortis seulement deux singles et Rhoda Dakar rejoint brièvement les Specials, puis intègre The Special AKA. En 2007, elle sort son premier album solo avec des versions acoustiques de morceaux des Bodysnatchers.
En 2022, elle chante sur le titre "As We Live" du groupe The Interrupters.
En mai 2023, Rhoda Dakar sort « Version Girl », un album de reprises de certaines de ses chansons préférées, sur le label Sunday Best. Il s'agit de l'aboutissement d'un projet de cinq singles, dont le premier, « Everyday Is Like Sunday », est sorti en avril 2021. Le projet a été retardé par la pandémie de Covid et la « grande pénurie de vinyles » qui s'en est suivie. Un autre single a été ajouté à l'ensemble, « I Don't Mind », une reprise des Buzzcocks, non disponible sur l'album et sorti en février 2024. Le projet se distingue par le fait que toutes les illustrations ont été conçues par le célèbre artiste de Sheffield Pete McKee.

## Discographie
- Rhoda Dakar: " Cleaning In Another Woman's Kitchen " (Moon Ska Europe, 2007)
- Rhoda Dakar & Nick Welsh: " Back To The Garage " (No 1 Records, 2009)
- Rhoda Dakar: " sings The Bodysnachers " (Cherry Red Records, 2015)